# デブロモアプリシアトキシン
デブロモアプリシアトキシン（debromoaplysiatoxin）は、シアノバクテリアの一種Moorea producensが生産するシアノトキシンである。この海洋性シアノバクテリアは海藻皮膚炎（seaweed dermatitis）を引き起こす。デブロモアプリシアトキシンは発がんプロモーターである。また、様々なマウスのがん細胞株に対して抗増殖活性を有する。

## 歴史
海藻皮膚炎はハワイのオアフ島で1958年に初めて報告された。海で泳いでいた約125人が痒み、火傷、水膨れ、湿疹、落屑のような症状に悩まされた。この海藻皮膚炎の原因物質は、1968年に日本の沖縄の人々がハワイの場合と同じ症状に苦しめられるまで知られていなかった。研究者らがLyngbya majuscula（現在はLyngbya属とは別のMoorea producensと分類されている）から1973年にサンプルを取った後、彼らはデブロモアプリシアトキシンがこの皮膚炎の原因物質であることを明らかにした。
1980年、ハワイのオアフ島で海藻皮膚炎の大発生が起こった。L. majusculaの試料から、このシアノバクテリアはアプリシアトキシン、デブロモアプリシアトキシン、リングビアトキシンAの混合物を含むことが明らかにされた。これら3つの物質が海藻皮膚炎の原因物質のようである。
後の1994年、ハワイ島、マウイ島、オアフ島の住民が食中毒にかかった。これらの島の住民は紅藻Gracilaria coronopifoliaを含む様々な種類の藻をしばしば食する。この紅藻の試料を取った後、それらがアプリシアトキシンとデブロモアプリシアトキシンの2種類の毒素を含んでいることが分かった。さらに、G. coronopifoliaの表面にシアノバクテリアが寄生しているのが観察された。したがってこの食中毒事件の真の原因はシアノバクテリアである可能性がある。

## 合成
その立体的複雑さと特異な分子構造のため、デブロモアプリシアトキシンは全合成の標的となっている。1987年にハーバード大学の岸義人のグループによる全合成が報告されている。

## 作用機序
アプリシアトキシン関連化合物の抗増殖活性および発がんプロモーション活性にはプロテインキナーゼC（PKC）の活性化が必要そうである。ホルボールエステルやアプリシアトキシンのような発がんプロモーターはPKCのC1ドメインに強く結合する。

## 毒性
デブロモアプリシアトキシンはP-388マウスリンパ性白血病細胞に対して抗増殖活性を示す。また皮膚炎を引き起こす。マウスの耳に対しては0.005 nmolの量で活性を示す。デブロモアプリシアトキシンはアメフラシStylocheilus longicaudaの中腸腺から初めて単離された。
脱水したアンヒドロデブロモアプリシアトキシンは毒性が弱い。